# Eberhard Techtmeier
Eberhard Techtmeier (* 19. Mai 1913 in Schwäbisch Gmünd; † 22. April 1993) war ein deutscher Politiker und Landtagsabgeordneter (CDU).

## Leben und Beruf
Nach dem Besuch der Volksschule und der Oberrealschule mit dem Abschluss Abitur studierte er an den Universitäten in Münster und Köln Wirtschaftswissenschaften. Als Diplom-Kaufmann war Techtmeier anschließend in der Industrie und bei Wirtschaftsprüfern tätig. Dem Kriegsdienst und der Gefangenschaft folgten Tätigkeiten als kaufmännischer Direktor. Mitglied der CDU wurde er im Jahre 1952.

## Abgeordneter
Vom 24. Juli 1966 bis zum 27. Mai 1975 war Techtmeier Mitglied des Landtags des Landes Nordrhein-Westfalen. Er wurde jeweils im Wahlkreis 118 Soest direkt gewählt. Von 1952 bis 1956 gehörte er dem Rat der Gemeinde Wickede (Ruhr), dem Kreistag des Landkreises Soest von 1960 bis 1969, an.